# Ellen Glasgow

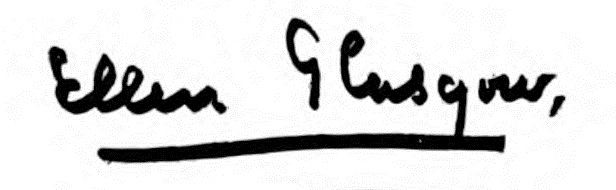

Ellen Anderson Gholson Glasgow (Richmond, 22 aprile 1873 – Richmond, 21 novembre 1945) è stata una scrittrice e poetessa statunitense.

## Biografia
La sua opera più celebre è  In questa nostra vita (In this our life) vincitrice del premio Pulitzer per il romanzo  da cui nel 1942 il regista John Huston trasse il film omonimo.

## Opere

### Romanzi
- The Descendant (1897)
- Phases of an Inferior Planet (1898)
- The Voice of the People (1900)
- The Battle-Ground (Il campo di battaglia) - 1902
- The Deliverance - 1904
- The Wheel of Life (1906)
- The Ancient Law (1908)>
- The Romance of a Plain Man (1909)
- The Miller of Old Church (1911)
- Virginia (1913)
- Life and Gabriella (1916)
- The Builders (1919)
- The Past (1920)
- One Man In His Time (1922)
- Barren Ground (Terra arida) - 1925
- The Romantic Comedians (1926)
- They Stooped to Folly (1929)
- The Sheltered Life (1932)
- Vein of Iron (Vena di ferro) - 1935
- In this our life - 1941 (traduzione italiana In questa nostra vita, a cura di Massimo Ferraris, Elliot, 2021).

### Opera postuma
- The Woman Within - 1954 (Autobiografia)